# Тишков, Леонид Александрович
Леони́д Алекса́ндрович Тишко́в (род. 4 мая 1953, Нижние Серги, Свердловская область) — российский художник, представитель «современного искусства», работающий в различных жанрах, и писатель.

## Биография
Родился 4 мая 1953 года в городе Нижние Серги Свердловской области в семье учителей Александра Ивановича Тишкова и Раисы Александровны Тягуновой. Младший брат историка В. Тишкова. Окончил Первый московский медицинский институт им. А. М. Сеченова (1979). Будучи студентом начал рисовать карикатуры, первая публикация в периодической печати в 1973, с 1975 года член Московского Горкома художников-графиков, участвовал в выставках карикатуристов в Горкоме графиков на М. Грузинской с 1978 г., в 80-х иллюстрировал книги в издательстве «Искусство» и «Книга», с 1982 года свободный художник, близкий к кругу московского концептуализма. Работал в сквоте неформального объединения художников «Фурманный переулок», после переехал в мастерские на Чистых Прудах. В 1990 году организовал эфемерное издательство «Даблус», в котором издавал малыми тиражами свои книги и книги своих товарищей, а также соседей по мастерской. В частности им были выпущены книги К. Звездочётова, Никиты Алексеева, Юлии Кисиной, Резо Габриадзе, Дмитрия Крымова, поэта Михаила Сухотина, Хамида Исмайлова и др. В начале 90-х годов рисует комиксы, много работает в печатной графике — офорте и литографии, издаёт малыми тиражами книги и портфолио в этой техники. В 1992 году Центр Гетти приобрёл в коллекцию его издания и рисованные книги. В 2006 году портфолио «Натюрморты» из 16 цветных литографий (1992), а также другие издания «Даблуса» были приобретены в коллекцию Музея Современного Искусства (Нью-Йорк).
Первая персональная выставка состоялась в 1991 году. Персональные выставки проходили в Государственном центре современного искусства (ГЦСИ), Московском музее современного искусства (ММСИ), московских галереях «Крокин» и др., а также в музеях Екатеринбурга, Челябинска, Новосибирска, Красноярска, Ярославля, США, Германии, Швеции, Венесуэлы. В 2003 году начал проект «Частная луна», состоящий из мобильной световой инсталляции в виде месяца и серий фотографий, который продолжается уже больше двадцати лет. Автор многих паблик-арт инсталляций, таких как «Водолаз-маяк» на Пушкинской набережной, «Зеркальная луна» на Шелепихинской набережной, «Астроном Федор Бредихин» в Заволжске, «Куб космоса», «Частное солнце» и «Частная луна» в Парке Малевича.
Лауреат премии в области современного искусства «Инновация» в номинации «Художник года» (2017). Участник международных биеннале современного искусства в Сингапуре (2008), триеннале Итихара, Япония (2013, 2017, 2020), Сеточи триеннале, Япония (2019). Вошёл в топ-20 самых влиятельных художников в российском искусстве 2017 года по версии «Артгида».
В середине 1980-х годах в издательстве «Книга» вышли с его иллюстрациями книги «Война с саламандрами» Карела Чапека, «Двенадцать стульев» и «Золотой телёнок» Ильфа и Петрова, «Охота на Снарка» Льюиса Кэрролла, «Сочинения Козьмы Пруткова». Один из первых иллюстрировал обэриутов — Даниила Хармса «Старуха» и «Случаи», Николая Олейникова «Вулкан и венера». «Ёлку у Ивановых» Ал. Введенского, издательство ОГИ. Также иллюстрировал свои собственные книги и своей жены, писательницы Марины Москвиной.
В издательстве «Livebook/Гаятри» в 2004—2008 годах вышли сборник ранних карикатур «Чёрный юмор для белых и цветных», истории в картинках «Водолазы» в трёх томах и книга «Даблоиды». В 2007 году вышла книга, написанная (и иллюстрированная самим) Леонидом Тишковым, — «Как стать гениальным художником, не имея ни капли таланта». Эта книга была переиздана в издательстве ОГИ (2013), и в издательстве «Ман, Иванов и Фербер» (2017). Автор книги для детей «Мальчик и луна» (2013), вышла в издательстве ОГИ, в 2014 году переиздана в издательстве «Токума Сётэн» на японском языке. В феврале 2019 г. в журнале «Знамя» вышел его роман «Взгляни на дом свой», в 2020 году вышел отдельной книгой в издательстве НЛО.
Выступал также как куратор художественных проектов, в 2002 году подготовил ряд выставок для московской галереи «МуХА», был куратором выставки «Авангард и традиция: книги русских художников 20 века», 1994 г. в Российской Государственной Библиотеке, а также выставки «Правдивая история жизни, смерти и воскресения аптекаря Крафта» в Тульском Историко-Архитектурном Музее в 2014 году.
Леонид Тишков участник ряда крупных групповых проектов в формате livre d’artiste, в том числе: Город как субъективность художника, СПб, 2020, ИЛИ@ЗДА, Мск. 2019; Поэзия неведомых слов (вариации в кириллице), Мск. 2019; Жёлтый звук, (к 85-летию Альфреда Шнитке) Мск. 2019; Русский Букварь, Мск. 2018; ПтиЦЫ и ЦЫфры, (130-летию Велимира Хлебникова) СПб. 2015; Книга на острие современного искусства, СПб-Мск. 2013.

## Работы в музейных коллекцииях
Работы художника входят в собрания крупных музеев России, Европы и Америки.
- Мультимедиа Арт Музей, Москва
- Государственная Третьяковская галерея.
- Государственный Русский музей. Отдел гравюры XVIII—ХХI вв.[13]
- Государственный музей изобразительных искусств имени А. С. Пушкина.
- Отдел эстампов и фотографий Российской национальной библиотеки.
- Екатеринбургский музей изобразительных искусств.
- Московский музей современного искусства.
- Nasher Museum of Art, NC, USA.
- Музей изобразительных искусств Северо-Западного университета (Чикаго).
- Museum of Modern Art (Нью-Йорк).
- Центре современного искусства Уяздовский замок (Варшава).
- Центр современного искусства Луиджи Печчи (Прато, Италия).
- Breus Foundation
- Государственный музей Владимира Маяковского
- Музей современного искусства «Гараж»
- Stella Art Foundation
- Галерея Синара Арт
- Музей Андеграунда (Екатеринбург)

## Персональные выставки
- 2024 — «Как Пушкин во Владикавказе бывал», Северо-Кавказский филиал ГМИИ им. Пушкина, Владикавказ.
- 2024 — «Когда мы понимали язык птиц», Музей Андеграунда, Екатеринбург
- 2023 — «В поле моего отца», Красноярский музейный центр «Площадь Мира», Красноярск
- 2022 — «В поле моего отца», Галерея Синара Арт, Екатеринбург
- 2022 — «Ближе луны только звёзды», Мультимедиа Арт Музей, Москва.
- 2021 — «Путешествие частной луны. Арктический дневник», МВК «Музей Норильска», Норильск
- 2021 — «Мифологии. Библиотека художника», Тульский историко-архитектурный музей[14], Тула
- 2021 — «Предчувствие космоса», Инновационный Центр Культуры, Калуга
- 2020 — «Советы Пушкина нам, неразумным»[15], ГМИИ им. Пушкина, Москва
- 2019 — «Космизм Леонида Тишкова», ГЦСИ, Владикавказ
- 2018 — «Частная луна». Savina Museum of Contemporary Art, Сеул, Южная Корея
- 2018 — «Космизм Леонида Тишкова». Галерея Беляево
- 2017— «Формы будущего». Крокин галерея. Москва
- 2017— «Сто лет неодиночества». Музей Москвы[16].
- 2017 — «Взгляни на дом свой». Государственный центр современного искусства «Арсенал»[17]. Нижний Новгород
- 2017 — «Частная луна». Липецкий музей декоративно-прикладного и народного искусства.
- 2016 — «Взгляни на дом свой». Пермская художественная галерея
- 2015 — «Взгляни на дом свой». Красноярский музейный центр[18]
- 2015 — «Взгляни на дом свой». Нижнетагильский музей изобразительных искусств[19]
- 2015 — «Частная луна в Румынии». Национальный музей крестьянина. Бухарест.
- 2015 — «Взгляни на дом свой». Екатеринбургский музей изобразительных искусств.[20]
- 2014 — «Частная луна». Центр современной культуры «СМЕНА». Казань[21]
- 2013 — «Водолаз-Маяк». Крокин галерея. Москва[22]
- 2012 — «Куб вечности». Крокин галерея. Москва.
- 2011 — «Арктический дневник». Крокин галерея. Москва.
- 2010 — «В поисках чудесного». Московский музей современного искусства(совместно с Крокин галерея), Москва.
- 2009 — «Лучезарная баллада». Taiss галерея, Париж.
- 2009 — «Происхождение видов». Ravenscourt Gallery, Москва.
- 2008 — «Дом художника». Крокин галерея, Москва.
- 2007 — «Водолазы». Центр современной культуры, УрГУ, Екатеринбург.
- 2007 — «Взгляни на дом свой». Центр современного искусства, Уяздовский замок, Варшава.
- 2006 — «Домашний труд». Крокин галерея, Москва.
- 2006 — «Сольвейг». Центр искусства и культуры, Ханой, Вьетнам.
- 2006 — «Небесные водолазы». ЦДХ, Москва.
- 2006 — «Ладомир. Объекты утопий». Крокин галерея, Москва.
- 2005 — «Частная луна». Новосибирский художественный музей.
- 2005 — «Частная луна». Районная библиотека им. Белинского, Екатеринбург.
- 2005 — «Автоматические письма». Журнал «Пинакотека», Москва.
- 2005 — «Существа». Выставочный центр «Галерея», Ижевск.
- 2004 — «Живопись 80-х». Архивация современности, Крокин галерея, Москва.
- 2004 — «Существа». Галерея «Ясная Поляна», Тула.
- 2004 — «Водолазы», объекты, работы на бумаге, тексты. Крокин галерея, Москва.
- 2003 — «Апокрифос». ГЦСИ, Москва.
- 2003 — Мастера современной русской мифологии (совместно с И. Макаревичем). Gallery K, Вашингтон, США.
- 2001 — «Прощание с ёлкой». TV-галерея, Москва.
- 2000 — «Существа мягкого мира». Музей декоративно-прикладного искусства, Москва.
- 2000 — «Водолазы». District Columbia Arts Center, Вашингтон, США.
- 2000 — «Тишков-фестиваль». Культурный центр ДОМ, Москва.
- 1999 — «Даблоиды и другие существа». Музей Нонкорформисткого искусства, Санкт-Петербург.
- 1999 — «Хрустальный Желудок Ангела». Галерея Дзыга, Львов, Украина.
- 1998 — «Существа». Ярославский художественный музей, Нижегородский Центр Современного Искусства.
- 1998 — «Dabloid Theater». Fargfabriken, Center for Contemporary Art, Стокгольм, Швеция.
- 1997 — «Прототаблоиды». ТV галерея, Москва
- 1997 — «Существа сновидений». ЦСИ, Москва.
- 1996 — «Существа». Центр Современного Искусства, Челябинск, Новосибирская картинная галерея.
- 1995 — «Анатомия России». Spider & Mouse галерея, Москва.
- 1995 — «Существа». Музей изобразительных искусств, Екатеринбург «Тварь». TV-галерея, Москва.
- 1994 — «Creatures». Mary and Leigh Block Gallery, Эванстон, США.
- 1994 — «Creaturas». Museo de Arte Contemporaneo de Сaracas, Венесуэла.
- 1993 — «Route du Cour».Sofia Imber Epreuve d’Artiste gallery Lille France LA, США.
- 1993 — «Стомаки». L-галерея, Москва «Размножение». ЦДХ, Москва.
- 1993 — «Creatures». Duke University Museum of Art, США.
- 1992 — «Твердое и мягкое». Велта галерея, Москва.
- 1991 — «Не только Даблоиды». Альянс галерея, Москва.

## Избранные групповые выставки
- 2023 «Образы Испании». Государственный музей изобразительных искусств им. А.С.Пушкина, Москва.
- 2019

«Сила мечты». Современное российское искусство. Ichihara Lakeside Museum. Япония
The Moon. Национальный Морской музей. Гринвич. Лондон
«La Lune». Гран Пале. Париж
- 2017

«Дом с привидениями». Фонд Екатерина. Москва
«Человек как птица». Паллацо Соранцо, Венеция. организатор ГМИИ им. Пушкина
- 2016

«Русский космос». Московский Мультимедиа Арт Музей
- 2013

«Республика луна». OXO Tower. Bargehouse. Лондон Art Watou Festival. Бельгия
«Сны для тех, кто бодрствует». Московский музей современного искусства
- 2012 «Только искусство». Крокин галерея. Москва
- 2011"Земля. Космос. Гагарин". Крокин галерея. Москва
- 2008

«Русские мечты…», Басс музей, Майами, США
«Сингапурское Биеннале современного искусства», Сингапур
«Ткань Мифа», Комптон Верней музей, Великобритания
«Искусство России — индекс», Латвийский национальный художественный музей, Рига
- 2007

«Прогрессивная ностальгия», Центр современного искусства Луйджи Печчи, Прато, Италия
«Возвращение памяти», Куму музей, Таллинн, Эстония
«Время рассказчиков», Киасма музей, Хельсинки
«Барокко», Московский музей современного искусства,Москва
«Слово и образ», ГЦСИ, Москва
«Приключение чёрного квадрата», Русский музей, Санкт-Петербург
"Архитектура «ад маргинем», Русский музей, Санкт-Петербург
«Красноярское музейное биеннале», Красноярск
- 2006

«Взгляд на Европу», MoMA, Museum of Modern Art, NY, США
«Инновации», Государственный центр современного искусства, Москва
"Визит звезды, Фотобиенале 10, Москва
The Project Room N.Y., Buenos Aires, Аргентина
«Послание, Частная луна», Nanto cultural center, Япония
- 2005

FotoMuseum, «Street, Art and Fashion», Contemporary Russian Photography,Europalia,Антверпен
Bibliotheca Wittochiana, Russian bookart 1904—2005, Брюссель
Новые поступления в коллекцию, ГЦСИ, Москва
«Киты сезона», Крокин галерея, Москва
Арт-Москва 10, Москва
«7 грехов», Музей современного искусства, Любляна, Словения
«За красным горизонтом», Государственный Центр современного искусства, Москва
Международный фестиваль «Мода и стиль в фотографии», Москва
Проект «Фабрика», «Частная луна», Москва
Международный мультимедийный фестиваль «Осень», Центр современного искусства, Санкт-Петербург
- 2004

«За красным горизонтом», Центр современного искусства Уяздовский замок, Варшава
«Между текстом и образом», ГЦСИ, Москва
Государственный Исторический музей, Берлин-Москва, 1950—2000, Москва
Музей изобразительных искусств Киргизии, Международная биеннале современного искусства, Бишкек
АртМосква 9, ЦДХ, Москва
ГЦСИ, Выставка коллекции, Москва
«Географика», Ижевский выставочный центр «Галерея», Ижевск
«Направление: Север-Юг», Новый Манеж, Москва
«Москва в фотографиях», Городской музей, Инсбрук, Русская фотография 1920—2000, Австрия
«Игрушки», Арт-Новосибирск 2004, Новосибирск
- 2003

Martin Gropius Bau, Berlin-Moscow, 1950—2000, Berlin, Германия
Фестиваль современного искусства, АртКлязьма, Москва
«Направление: Запад. Машина времени», Новый манеж, Москва
«Графика 20 века, новые поступления», Третьяковская галерея, Москва
Мастерские Арт-Москва, Москва
Slought Foundation, Philadelfia, США
- 2002

Мастерские Арт-Москвы, Москва
Новый Манеж, VII Форум художественных инициатив, Москва
- 2001

Contemporary Art Center of Virginia, The View from Here, VA,США
Новый Манеж, VI Форум художественных инициатив, Москва
«Направление: Восток. На пути к Гималаям», Новый Манеж, Москва
- 2000

«View from Here», Третьяковская галерея, Москва
«Память тела», Петропавловская крепость, Санкт-Петербург
«Сериалы», Манеж, Москва
IAKH, Books of elements, Leipzig, Германия
- 1999

«Russian videoart», Kuntshalle Faust, Hannover, Германия
Grafeion gallery, Praha, Чехия
«Russian Samizdat & Artist’s books», Contemporary Art Museum of Andy Warhol, Словакия
«Пространство книги», Ярославский художественный музей, Ярославль
«Книга художника 70е-90е», Музей изобразительных искусств им. Пушкина, Москва
- 1998

«Praprintium», State Berliner Library, Bochum Museum, Германия
«Furniture of Sven Lundh’s Studio», Fargfabriken, Center for Contemporary Art, Stockholm, Швеция
«Контрольная станция чувств», Форум художественных инициатив, Новый Манеж, Москва
«Art Books of the 90th», Montpelier Art Center, США
- 1997

«Russian Silkskreens from Moscow Studio», Corcoran Art Gallery,США
«Russian Artists from Moscow Studio», Mimi Ferst Gallery, NY, США
«Dablus & Do press», UFSA University Library, Antwerpen, Бельгия
«SAMIZDAT East Europe», Douglas F.Cooley Memorial Art Gallery, Reed College, США
- 1996

«Moscow Conceptual Aritsts», Duke University Museum of Art
«Swansea»,Glyn Vivian Art Gallery, Великобритания
«Contemporary Russian Artists` Books», The John Rylands University Library, Manchester, Великобритания
«Nordgrafia 96», Gotland Konst Museum, Visby, Швеция
- 1995

«Contemporary Russian Artists` Books», Stormont Rooms, Rye, Великобритания
«Avanguarde Russian Books», British Museum’s Library, Великобритания
«SAGA», Alain Buyse Editeur, Paris, Франция
«Russian Comics Strip», Centre Belge de la Bande Dessine, Брюссель, Бельгия
- 1994

«Памяти Каширки», Spider & Mouse галерея, Москва
«Книга художника», Художественный музей Екатеринбурга, Екатеринбург
«Театр бумаг», Музей Анны Ахматовой, Санкт-Петербург
«SAGA», Alain Buyse Editeur, Париж
- 1993

City Museum and Art Gallery, Bristol, Великобритания
«A Time of Transition», Ferens Art Gallery, Hull, Великобритания
«Новые территории искусств», Красноярский художественный центр, Красноярск
«Livres d’artistes Russes et Sovietiques», Art center of Userch, Франция
- 1992

«International Exhibition of Visual Poetry», Pankow Gallery, Берлин, Германия
«Russian Artist’s Books», Lyric-Cabinette, Мюнхен, Германия
- 1991

«Furmanny’s Artists», Martigni Art Center, Швейцария
«Агасфер», Московский дворец молодежи, Москва
- 1990

«Transfuture.International Visual Poetry», Hauptmanschule,Kassel, Германия
«Concrete.International Exhibition of Visual Poetry», City Museum of Gotha, Германия
- 1989

«Фурманный переулок», Dawne Zaklady Norblina, Варшава